# Ulrich Boom

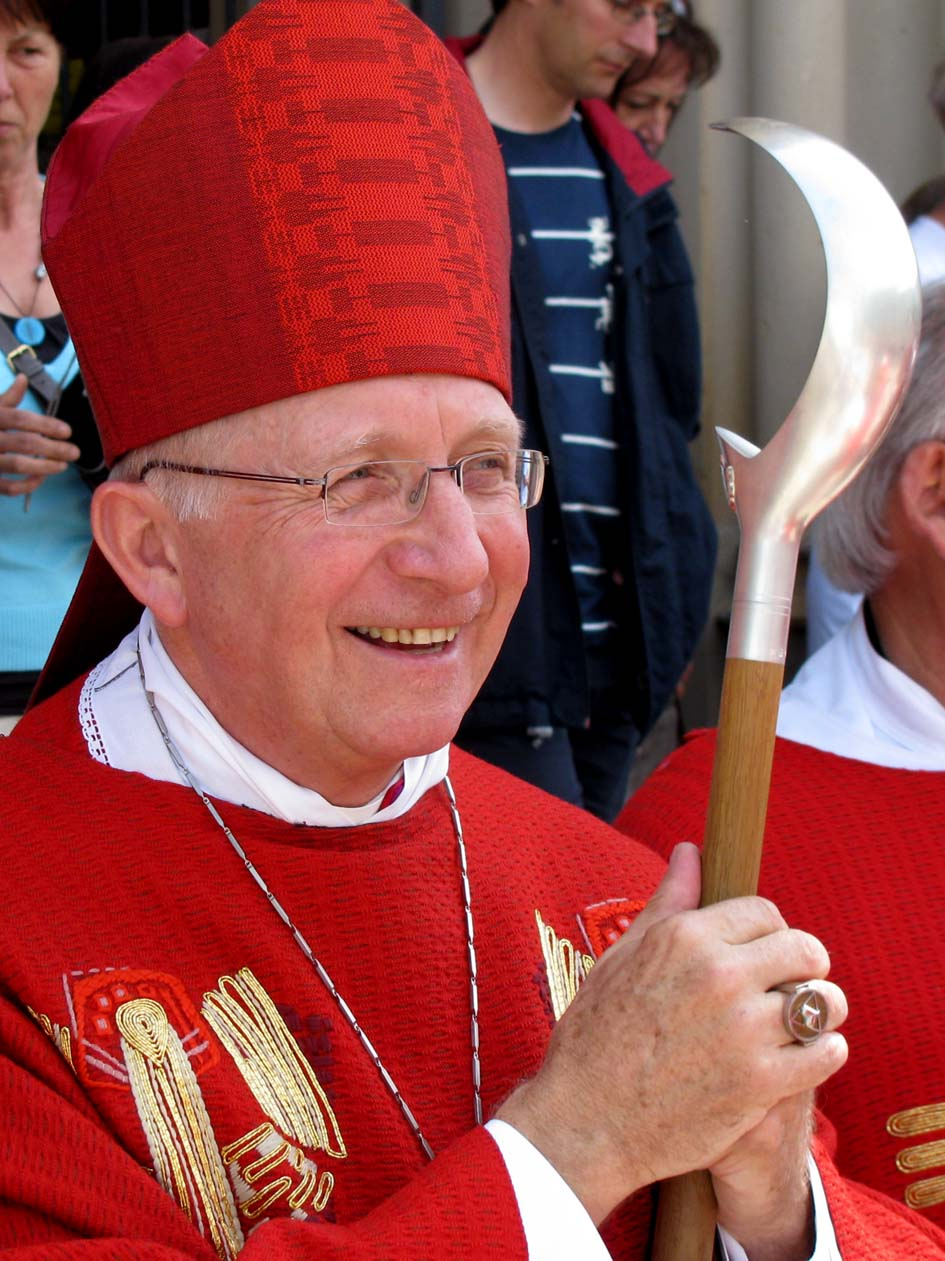
Ulrich Boom bei den Feierlichkeiten zur Firmung 2009 in Bad Kissingen

Ulrich Boom (* 25. September 1947 in Alstätte im Münsterland) ist emeritierter Weihbischof im Bistum Würzburg.

## Leben

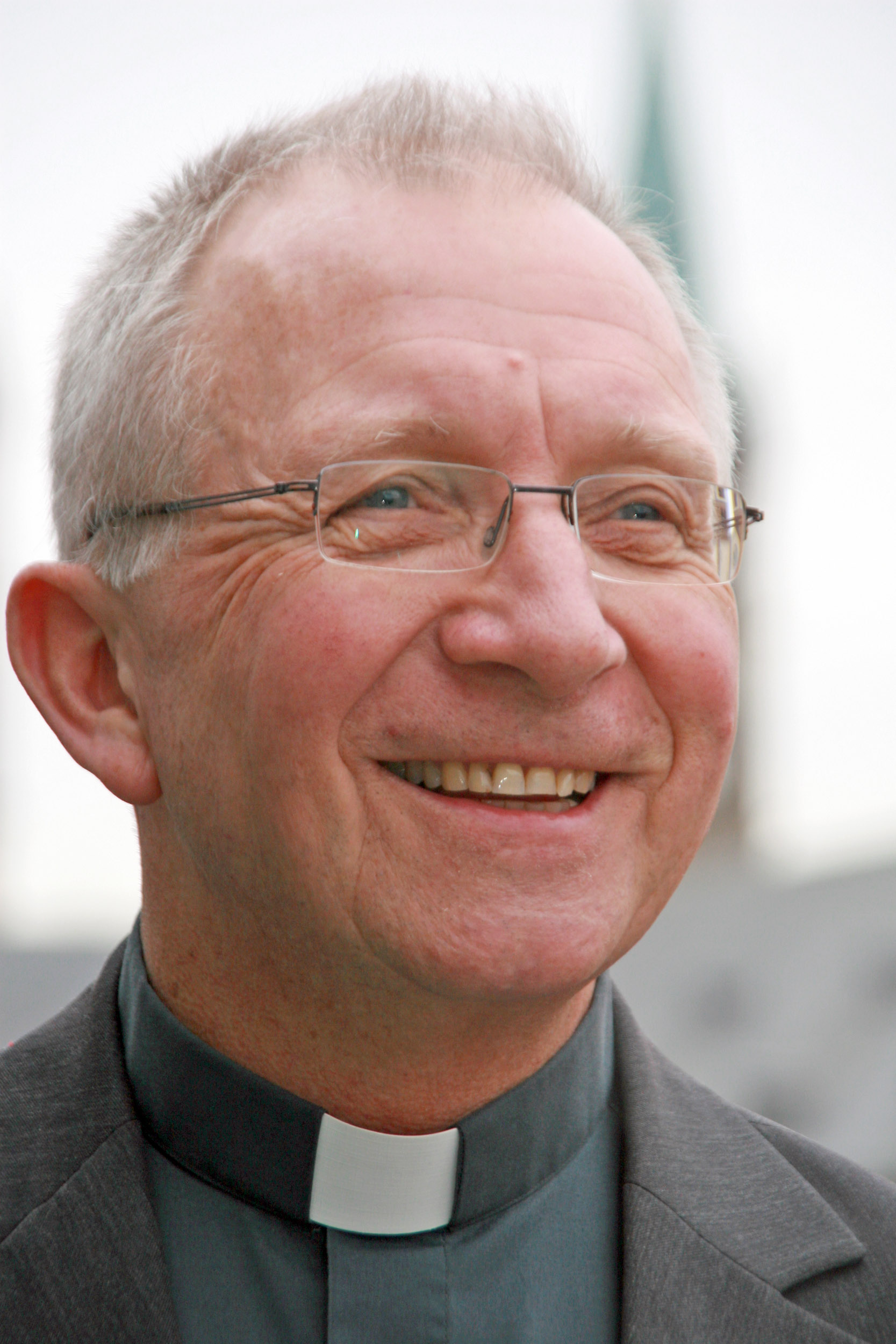
Ulrich Boom nach seiner Ernennung zum Weihbischof am 8. Dezember 2008

Ulrich Boom besuchte von 1954 bis 1958 die katholische Volksschule Alstätte und anschließend bis 1964 das Alexander-Hegius-Gymnasium Ahaus. Von 1964 bis 1967 absolvierte er eine Ausbildung zum Bauzeichner in Gronau (Westf.) und arbeitete anschließend bis 1968 in diesem Beruf; von 1966 bis 1969 besuchte er zusätzlich eine Berufsaufbauschule in Coesfeld. Von 1969 bis 1971 besuchte er das Overberg-Kolleg in Münster und holte dort das Abitur über den zweiten Bildungsweg nach.
Ab 1972 studierte er Katholische Theologie und Philosophie an der Westfälischen Wilhelms-Universität in Münster, an der Ludwig-Maximilians-Universität München (dort zusätzlich christliche Kunstgeschichte) und an der Julius-Maximilians-Universität Würzburg. 1980 trat er in das Priesterseminar in Würzburg ein.
Am 27. Juli 1983 empfing er von Bischof Paul-Werner Scheele die Diakonenweihe; am 25. Februar 1984 wurde er von Paul-Werner Scheele im St. Kiliansdom zu Würzburg zum Priester geweiht. Anschließend war er für zwei Monate Kaplan in der Pfarrei St. Peter und Paul in Schweinfurt sowie von 1984 bis 1986 in Baunach. Am 1. Januar 1987 wurde er zunächst Pfarrverweser, am 1. September desselben Jahres Pfarrer in Frammersbach. Von 1990 bis 2000 war er zugleich Dekan des Dekanats Lohr am Main und von 1992 bis 2000 Mitglied des Diözesanpastoralrats. Ab 1993 betreute er zusätzlich die Pfarrei Habichsthal und ab 1998 die Pfarrei Partenstein. Seit 1996 ist er in der Vorstandschaft des dkv (Deutscher Katecheten-Verein) und seit 2003 stellvertretender Vorsitzender.
Im Jahr 2000 wurde er Pfarrer von Miltenberg und ab dem 10. Januar 2006 zusätzlich Pfarradministrator von Bürgstadt. Als Miltenberger Pfarrer erlangte er überregionale Bekanntheit, als er am 22. Juli 2006 das aus sechs Glocken bestehende Vollgeläut der Miltenberger Pfarrkirche St. Jakobus 20 Minuten lang ertönen ließ und aufgrund der Lautstärke der insgesamt über 10 Tonnen wiegenden Glocken den Abbruch einer Kundgebung einer NPD-Jugendorganisation auf dem Marktplatz in unmittelbarer Nähe zur Kirche herbeiführte. Dafür wurde er mit dem „Aschaffenburger Mutig-Preis“ ausgezeichnet und erhielt aus dem In- und Ausland zahlreiche Unterstützungsbekundungen sowie Geldspenden zur Bezahlung einer eventuellen Geldstrafe. Die Staatsanwaltschaft eröffnete ein Ermittlungsverfahren wegen einer „Störung einer genehmigten Versammlung“ gegen ihn und stellte es später ein. Der Vorgang beschäftigte sogar die damalige bayrische Justizministerin Beate Merk, die ins Spannungsfeld zwischen dem Schutz der Versammlungsfreiheit und einer Rufschädigung der Justiz, sollte die Tat des Pfarrers bestraft werden, geriet.

Wappen des Weihbischofs

Am 6. Dezember 2008 ernannte ihn Papst Benedikt XVI. zum Titularbischof von Sullectum und Weihbischof in Würzburg. Die Bischofsweihe spendete ihm der Würzburger Diözesanbischof Friedhelm Hofmann am 25. Januar 2009 im Würzburger Dom; Mitkonsekratoren waren Paul-Werner Scheele und Helmut Bauer. Vom 1. Mai 2010 bis zum 31. Dezember 2020 war Boom Bischofsvikar für Pastoral und neben seinem Amt als Weihbischof auch Leiter der Hauptabteilung Seelsorge im Erzbischöflichen Ordinariat Würzburg.
In der Deutschen Bischofskonferenz ist er Mitglied der Pastoralkommission, der Liturgiekommission und der Kommission für Erziehung und Schule sowie Beauftragter für Seniorenpastoral. Seit 2009 ist er zudem katholischer Vorsitzender der Arbeitsgemeinschaft für ökumenisches Liedgut.
Nach dem Rücktritt Friedhelm Hofmanns wählte ihn das Würzburger Domkapitel am 21. September 2017 für die Dauer der Sedisvakanz zum Diözesanadministrator.
Im Hinblick auf Booms 75. Geburtstag am 25. September 2022 nahm Papst Franziskus dessen angebotenen Amtsverzicht an. Bis zur Ernennung eines neuen Weihbischofs nahm er seine Aufgaben jedoch weiterhin wahr. Mit der Ernennung des Nachfolgers Paul Reder am 25. März 2024 wurde die Annahme des Amtsverzichts öffentlich gemacht.
Sein Nachfolger Paul Reder wurde am 9. Mai 2024 durch Bischof Franz Jung im Würzburger Dom geweiht.

## Bischofswappen
Das Wappen wird durch die Kreuzbalken vierfach geteilt. Feld 1, das stilisierte rote Herz, ist ein Hinweis auf die Priestergemeinschaft – Jesus Caritas – des Charles de Foucauld. Feld 2, ein roter Querbalken auf goldenen Grund, ist das Wappen des Heimatbistums Münster. Feld 3, drei silberne Spitzen auf rotem Grund – der Frankenrechen –, steht für das Bistum Würzburg. Feld 4, die weiß-rote Muschel auf rotem Grund, ist das Zeichen des Camino, der Pilgerschaft.
Sein Wahlspruch Gratia – Caritas – Communio („Gnade – Liebe – Gemeinschaft“) ist dem Segenswunsch 2 Kor 13,13  entnommen.